# Endoxon (entreprise)
L'entreprise Endoxon est une société suisse de cartographie internet et de services mobile suisse. Elle fut achetée en décembre 2006 par Google afin d'améliorer ses programmes Google Earth et Google Maps.